# Mádi

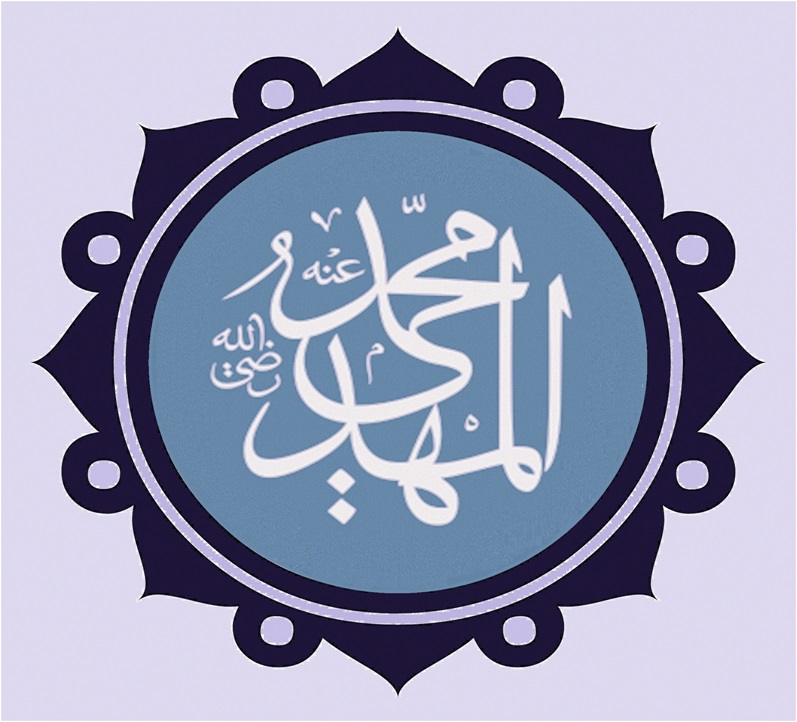
Caligrafia do nome de Muhammad al-Mahdi, o 12º Imam na tradição xiita, também conhecido como o Mahdi aguardado. Esta imagem, feita em caligrafia árabe, é um símbolo importante no contexto do messianismo islâmico, representando a figura central que os muçulmanos xiitas acreditam que retornará para trazer justiça e paz ao mundo. O estilo de caligrafia reflete a reverência e a importância da figura de al-Mahdi na religião islâmica.

Mádi (em árabe: مهدي, lit. 'Mahdī/Mehdi'), de acordo com as versões xiitas e sunitas da escatologia islâmica, é o redentor profetizado do Islã, que permanecerá na Terra por sete, nove ou dezenove anos (de acordo com as diferentes interpretações) antes da chegada do dia final, o Yawm al-Qiyamah (lit. "Dia da Ressurreição"). Os muçulmanos acreditam que o Mádi, juntamente com Jesus (Issa), livrará o mundo do erro, da injustiça e da tirania.
O Mádi não é mencionado de maneira explícita no Corão, nem nas primeiras compilações de hádices consideradas autênticas pelos sunitas, como o Sahih al-Bukhari (embora conste de seis outros destes livros); alguns teólogos sunitas, por este motivo, questionam as crenças madistas, que formam, no entanto, uma parte fundamental da doutrina xiita.
O advento do Mádi não é uma crença aceita universalmente pelos muçulmanos, especialmente os sunitas, e entre os que o aceitam existem diferenças básicas, entre as diferentes seitas e correntes do islamismo, acerca de quando esta sua vinda se dará e da natureza de seus atos. O Mádi é importante para os sufis, e é uma ideia poderosa e central no credo xiita, que prega que ele é o Décimo-Segundo Imã, Maomé Almadi, que retornará da Ocultação.